# Stritenka
Stritenka (ukr. Стрітенка, do 2016 Oktiabrśke, ukr. Октябрське) – wieś na Ukrainie, w obwodzie donieckim, w rejonie wołnowaskim, w hromadzie Chlibodariwka. W 2001 liczyła 853 mieszkańców, spośród których 498 wskazało jako ojczysty język ukraiński, 349 rosyjski, 5 romski, a 1 grecki.